# Onze-Lieve-Vrouw-Onbevlekt-Ontvangenkerk (Linde)

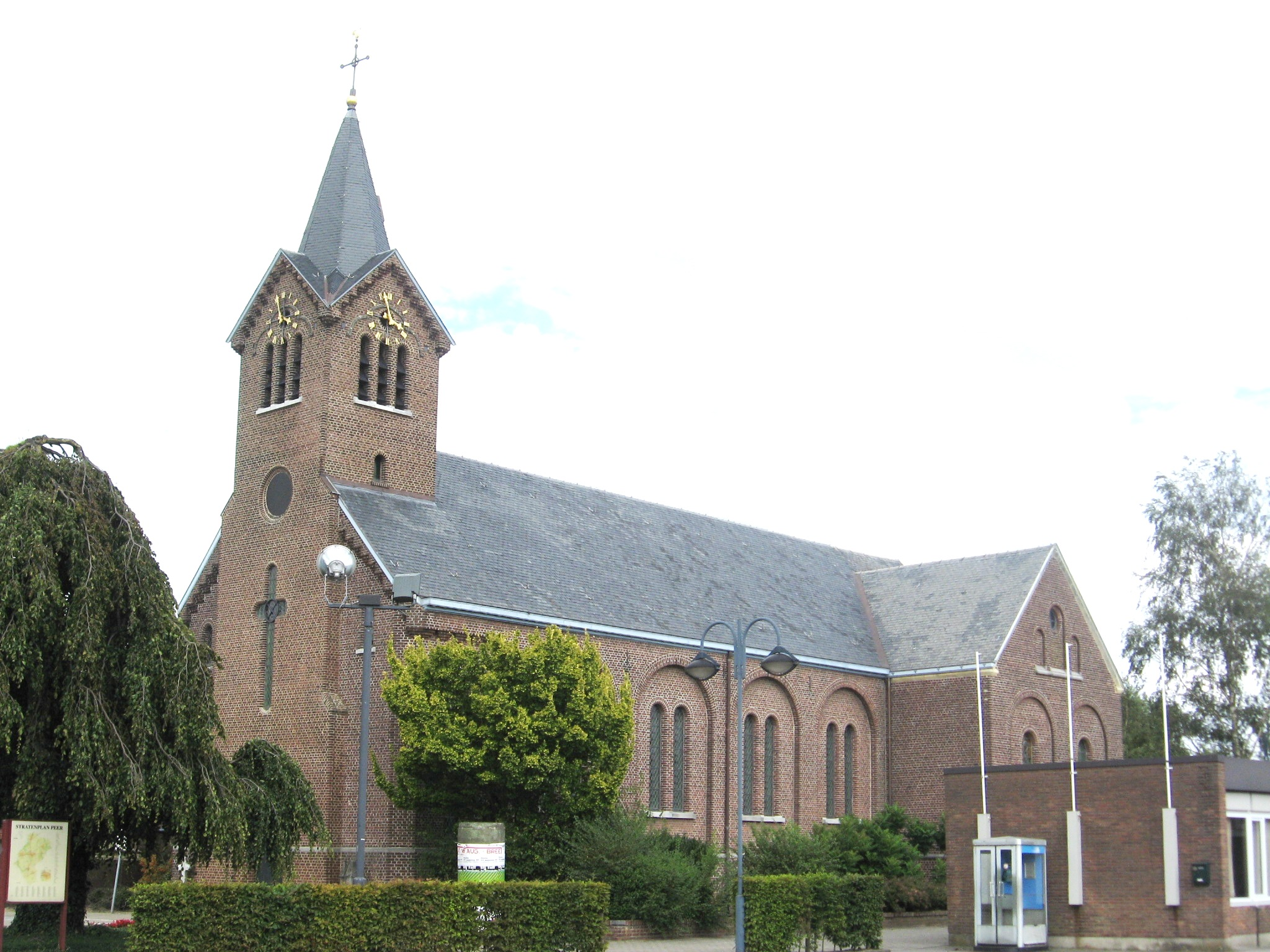
Onze-Lieve-Vrouw Onbevlekt Ontvangenkerk

De Onze-Lieve-Vrouw Onbevlekt Ontvangenkerk is de parochiekerk van het Belgische dorp Linde. De kerk bevindt zich aan het Pastoor Lootspleintje.
Vanaf ongeveer 1700 bestond in Linde reeds een kapel, mogelijk de voorloper van de huidige Sint-Donatuskapel. Bij deze kapel lag een kluizenaarshut. De kluizenaar gaf les aan de kinderen, maar hij vertrok in 1720.
Nadat Linde in 1851 tot zelfstandige parochie was verheven, afgesplitst van die van Peer, werd een kerk in neoromaanse stijl gebouwd die in 1860 gereed kwam, onder architectuur van Herman Jaminé. De kerk werd nog vergroot in 1910, waarbij Hyacinth Martens en Vincent Lenertz de ontwerpers waren. Het schip werd naar het westen uitgebreid en een nieuwe toren werd gebouwd. Op het pleintje voor de kerk werd een treurbeuk geplant.
Het meubilair van de kerk is goeddeels vervaardigd in de 2e helft van de 19e eeuw, zoals een orgel uit 1879. Enkele gipsen beelden uit 1845 zijn afkomstig van de Sint-Donatuskapel te Linde, onder meer het beeld van de heilige Gerlachus, beschermheilige tegen ziekten onder het vee.